# Калифорнийское течение
Калифорни́йское тече́ние (англ. California Current, исп. Corriente de California) — холодное поверхностное течение в северной части Тихого океана.
Движется с севера на юго-восток вдоль Калифорнии как южная ветвь Северо-Тихоокеанского течения, на юге переходит в Северное Пассатное течение. Скорость около 1—2 км/ч, ширина 550—650 км, температура воды от 15 до 26 °C. Солёность на севере — 33—34 ‰.